# 丸山和馬
丸山 和馬（まるやま かずま、1988年12月10日 - ）は、東京都世田谷区生まれの元プロ野球選手（内野手、外野手）、野球指導者。

## 来歴
中学時代は目黒西シニアに所属し、2003年には春季関東大会優勝・全国大会には春（大阪府）・夏（東京都）・記念大会（北海道）と3度出場。2003年にはBFJ日本代表(東京城南ブロック選抜)の一人として選出され、オーストラリアで開かれた第2回KOALA CUPに参加する。この遠征に単独チームで参加した緑中央シニアには福田永将（現・中日ドラゴンズ）と下水流昂がいた。大会は全日本野球連盟とオーストラリア野球連盟が合同で主催し、運営はBFJインターナショナルとクイーンズランド州野球連盟と全日本リトル野球協会が合同でおこなった。
東海大学山形高等学校2006年の最後の夏の大会では決勝で日本大学山形高等学校に敗れて準優勝全国高等学校野球選手権大会出場を逃した。
愛知産業大学に進学し、4年の春にメンバー入りして試合に出るも、秋にはメンバーから外れていた。
関西独立リーグ・神戸サンズのトライアウトを受けて合格した。神戸は1年目で前期リーグ優勝とサマーカップ優勝を達成した。神戸サンズでは2シーズンプレーして、2012年シーズン終了後に退団。
退団後はエージェントと契約してプエルトリコIBL（2013年）で1シーズンプレーし、ボストン・レッドソックスとボルチモア・オリオールズのスカウトから評価を受けるも指名には至らず日本に帰国。
日本の社会人野球クラブチーム・TSUKUMO BASEBALL CLUBで主将として1シーズンプレー（2014年）した。2015年にはフランス野球1部リーグに所属するサヴィニー・ライオンズとプロ契約を結び、選手兼外野守備走塁コーチとして入団した。このほかU−15チームのテクニカルコーチも兼任し、サヴィニー・ライオンズのU−15チームをフランスチャンピオンに導いた。続いてブルターニュ地区で開催される夏季キャンプに招かれ、臨時コーチとしてU−15フランス代表選手の指導にあたった。
サヴィニー・ライオンズ時代のチームメイトにはアメリカ独立プロリーグマウイ・イカイカで投手として活躍した山上直輝とプロ野球チーム琉球ブルーオーシャンズの繁田隼がおり、繁田隼とは二遊間を組んでいた。
2016年からは再び、社会人野球クラブチーム・TSUKUMO BASEBALL CLUBにコーチ兼任の選手として所属し、チームは2018年に山梨県大会で優勝する。2020年は監督兼任で選手としてプレー。2021年4月からは監督を退き、GM(ゼネラルマネジャー)に就任した。
2018年には草野球チームのSUNS（サンズ）を立ち上げ、GMと監督を兼務。
2021年3月にはトライアウトを受けて、クラブ軟式野球日本代表（SWBC  JAPAN）東海選抜のトップチームに合格。
2023年2月3日付で学生野球資格を回復。
2023年2月23日には東京で開催されたトライアウトに合格し、「TOKYO　UNICORN」に入団。このチームは野球Youtuberチームのクーニンズで活躍された二刀流エース前沢選手が代表として「日本で1番パフォーマンスができるチーム」をコンセプトに立ち上げた。